# 高捷戀旅
《高捷戀旅》為高雄捷運公司發展出的品牌意象，以高雄捷運虛擬員工「飛揚」及「雅朵」為主軸，推出一系列的相關產品，如高捷戀旅遊戲、高捷戀旅同名主題曲及貼圖等。首波推出《高捷戀旅同名擴增實境手機遊戲》，由高雄捷運公司和Toii Inc.合作開發，歷時半年研發過程，於2016年9月開發完畢，並在iOS和Android平台上發布同名手遊，《高捷戀旅》品牌正式亮相。
2017年9月4日，高捷戀旅推出2.0版本，加入 GPS定位，舞台從高雄捷運延伸，結合高雄市、台北市與日本福岡縣的觀光景點。 

## 主要角色

### 飛揚[4]
高捷戀旅男性主要角色－「飛揚」。
「飛揚」任職於高雄捷運紅線中央公園站站務員，是高雄捷運公司推出的第五位虛擬員工，也是高捷家族裡首位男性角色；其名與中央公園站的地標「飛揚」雨庇同名，最喜愛的車站即為中央公園站。
「飛揚」的角色設定身高181公分、體重則是72.3公斤，生日11月29日，星座與血型分別是射手座與O型，外表有著一頭蓬鬆的金髮，穿著一整套的高雄捷運站務員夏季制服；具備陽光、開朗及健康的爽朗個性，每一天都充滿著活力，只要有他在，就不愁沒有歡樂的笑聲。個性坦率，熱愛交朋友且珍惜每一份友情，甚至不惜為少女們兩肋插刀。喜歡運動，擅長哲學思考，想到的事就會馬上付諸執行，同時喜歡冒險並嘗試各種不同的新事物，有處理緊急事件的特殊才能，最在意面對沒有邏輯的人事物。

### 雅朵[5]
高捷戀旅女性主要角色－「雅朵」。
「雅朵」為一名站務員，任職於高捷橘線大東站，是高雄捷運公司的第六位虛擬員工；名字源自藝術(ART)的日文發音，呼應大東站外大東文化藝術中心的藝術氛圍。
「雅朵」的角色設定身高166公分、體重則是49.45公斤，生日3月6日，星座與血型分別是雙魚座與A型，其外表有著一頭深咖啡色的浪漫長捲髮，穿著一整套的高雄捷運站務員夏季制服。她是善解人意，善於體貼他人的一名女孩，極具創造力與藝術天份，最喜愛的車站即是充斥藝術氛圍的大東站，同時也熱愛寫作；總愛戴著夢幻的眼鏡來看這個世界，無論世界變得如何，還是沈浸在自己所營造的浪漫與樂觀世界裡，因而非常在意所有不優雅的事物。

## 擴增實境手遊
《高捷戀旅》是一款行動平台擴增實境遊戲，由高雄捷運和Toii Inc.合作開發。於2016年9月起在iOS和Android平台上發布。遊戲以高捷各車站為遊戲地點，高捷虛擬員工分別現身於車站中與玩家互動。

遊戲主頁面，玩家須前往七處捷運站指定位置進行合照才可完成任務。

### 玩法
遊戲地圖範圍為高雄捷運各捷運站，玩家下載遊戲後，須至各指定車站：分別為左營站、中央公園站、草衙站、高雄國際機場站、鹽埕埔站、大東站及大寮站等七站，在指定車站中找到AR標誌後，經手機掃描成功後便完成蒐集。若完成七指定站蒐集，可至高捷左營站旅遊諮詢處或美麗島站商品館，兌換限量3D雅朵一卡通紀念品；根據高捷官方表示，遊戲開放兩個月後，限量3D一卡通已全數兌換完畢。

## 主題曲及來電答鈴
高雄捷運公司於高捷戀旅遊戲發行當月，再續推出高捷戀旅品牌第二波主題-高捷戀旅同名主題曲，並以虛擬員工飛揚、雅朵為主角，結合港都景點及捷運車站製作歌曲預告片。高捷戀旅同名主題曲採電子專輯模式，發行於11個線上平台（KKBOX、iTunes、Spotify、iNDIEVOX、Omusic、myMusic、hmv、MOOV、Amazon Music、虾米音乐、网易云音乐）；亦發行來電答鈴，於中華電信、台灣大哥大及遠傳電信上架。
- 高捷戀旅 (Kaohsiung Metro-Romance) （3:34）
  - 完整版女聲：Uniparity
  - 預告片女聲：思思
  - 饒舌：周辰蔚
  - 作詞：酸、Yi-Ling Lin
  - 作曲／編曲 ：酸
  - 預告片混音：普通艾克斯
  - 完整版混音：Aggie H. Tai

## 貼圖

喵阿才的日常生活貼圖

高雄捷運公司發表高捷戀旅品牌第三波主題為原創繪製Line貼圖，主打聚焦女性及學生客群，命名為「喵阿才的日常生活」，由合作繪師-鄭高，以日常生活為題材進行創作，共計40款。

## 攝影競賽
高雄捷運公司以高捷戀旅品牌為主題，於2017年1月起舉辦《高捷戀旅城市愛情微電影創意競賽》，邀請全台大專院校及年輕學子參與比賽，並於同年5月20舉行頒獎典禮，得獎名單及參賽作品已在各大網路平台露出。

## 故事
高雄捷運公司後續以飛揚及雅朵為主要角色，自創高捷戀旅系列愛情故事，並製作相關圖畫及短片。故事背景設定在2008年，飛揚為高二學生，雅朵為高一新生，兩人於高捷運R9中央公園站相遇，飛揚主動協助雅朵進行學生卡加值，開啟故事序章［邂逅］。
接續故事時間拉至2015年，描述飛揚已進入高雄捷運公司工作，某天放假回美麗島站站務中心辦事，巧遇忙完課業要由美麗島站騎C-Bike進行城市旅遊的雅朵，兩人在美麗島站搭乘手扶梯時眼神意外交會，因此［重逢］。

## 下載連結
- 高捷戀旅 AR 遊戲 (iOS) （页面存档备份，存于）
- 高捷戀旅 AR 遊戲 (Android) （页面存档备份，存于）

## 相關頁面
- 高捷少女
- 前進吧！！高捷少女
- 前進吧！高捷少女 Initiating Station
- 高捷少女角色形象歌曲 Station.1

## 外部連結
- （繁體中文） 高捷戀旅 遊戲官方網站， （页面存档备份，存于）
- （繁體中文） 高雄捷運公司 （页面存档备份，存于）
- （繁體中文） 前進吧！高捷少女《進め！高捷（たかめ）少女！》 （页面存档备份，存于）
- （繁體中文） 喵阿才-黯淡酒店內 B胸蝦郎災 （页面存档备份，存于）